# Кіриняга: утопічна байка
«Кіриня́га: утопі́чна ба́йка» (англ. Kirinyaga: A Fable of Utopia) — науково-фантастичний роман американського письменника Майка Резника.

## Історія написання
У 1987 році американський письменник Орсон Скотт Кард попросив Майка Резника написати оповідку для збірки науково-фантастичних оповідань «Евтопія». Ця оповідь була опублікована в 1988 році в «Журналі фентезі та наукової фантастики». Потім вирішується написати інші розповіді, пов'язані з темою першої оповідки. Пролог і вісім розділів книги спочатку видавалися як окремі оповідання. 1998 року оформлені в єдиний роман. Майк Резник використовує для свого роману багато термінів, узятих не з мови кікуйю, а з суахілі.

## Зміст
Кожен розділ починається з притчі, яка ілюструє стосунки між Нгаєм, богом кікуйю, та істотами землі.

### Пролог. Чудовий ранок з шакалами
Кенія. 21 ст. У Західній Африці дикі тварини повністю зникли. Під час поїздки до космодрому в Найробі Едвард Кіманте сперечається зі своїм батьком Корібою, чи можна прийняти європейські зручності та звичаї й залишатися справжнім кікую, а не кенійцем. Деякі кукуйю, що ностальгують за способом життя, вирішують мігрувати на оземлений планетоїд під назвою Кіриняга. Батько стане мундумугу (знахарем) для нового суспільства кікуйю. По дорозі до космодрому вони об'їжджають і бачать пару шакалів, які ховаються за кущами на території, яка стане заповідником.

### Розділ 1. Кіриняга
Коріба вбиває новонароджену дитину, що народилася сідницями вперед, оскільки традиційні вірування стверджують, що це демон. Потім він повинен переконати Технічне обслуговування (споглядає за колоніями на різних планетах) не втручатися в їхні традиції, незалежно від того, наскільки вони їм не подобаються.

### Розділ 2. Бо я торкнувся неба
Дівчина Камарі знаходить сокола зі зламаним крилом і просить мундумугу вилікувати його. Коріба відмовляється. Вона наполягає. Виконуючи домашню роботу в обмін на допомогу в лікуванні птаха, вона виявляє комп'ютер Коріби та знання, якими він може поділитися. Це створює конфлікт із роллю жінок у традиційному суспільстві кікуйю. Але дівчинка таємно винаходить власну письмову мову і вдається спілкуватися за допомогою цієї нової мови з комп'ютером Коріби. Коли він це розуміє, відсилає її геть. Позбавлена мрії читати й писати, дівчина вішається у своїй хатині.

### Розділ 3. Бвана
Койнаге, верховний вождь, наймає мисливця, щоб зменшити популяцію гієн, оскільки загинув молодик Джуму. Уявлення мисливця Вільяма Самбеке (Бвана) з масаїв, спрямованого Технічним обслуговуванням, кардинально відрізняються від уявлень Коріби, який має продемонструвати, що, незважаючи на те, що кікуйю є сільським суспільством, вони не безсилі проти хижаків. Бвана, знищивши більшість гієн, набуває чималого впливу, він проголошує себе королем, наказує зробити крісло-седан і привласнює собі дружин певних членів племені. Хитрощами й за допомогою молодого Ндемі Корібі вдасться вигнати масая з Кіриняги.

### Розділ 4. Манамукі
Подружжя Томас і Ванда Нкобе іммігрує до Кіриняги. Хоча вони намагаються асимілюватися, вони привносять сучасні ідеї, які суперечать традиційній культурі кікуйю. Зрештою подружжя повертається на Землю.

### Розділ 5. Пісня пересохлої річки
Бабуся Мумбі відмовляється від традиційного догляду й оселяється біля мундумугу Коріби, який живе окремо від села. Мундумугу загрожує посухою, якщо вона не буде дотримуватися традицій. За допомогою Технічного обслуговування змінює орбіту планетоїду, що викликає посуху та голод, що змушує Мумбі повернутися до себе.

### Розділ 6. Лотос і спис
Троє молодиків загинули за незвичайних обставин. Мундумугу Коріба повинен знайти і подолати причину.

### Розділ 7. Трохи знань
Коріба готує Ндемі як свого наступника. Згодом він починає навчати його користування комп'ютером. Але, як і в Едемському саду, знання — річ небезпечна: молодий кікуйю повстає й починає публічно суперечити старому, протиставляючи його африканські байки про походження кікуйю історичним фактам, які він прочитав на комп'ютері.

### Розділ 8. Коли старі боги вмирають
Коли космічний корабель врізається в Кіринягу, усе село охоплює сум'яття. Важко пораненого пілота привозять до Коріби, і Технічне обслуговування відправляє на місце лікаря. Лікар лікує пілота і селян, всупереч порадам Коріби. Внаслідок цього кукуйю починають сумніватися у своїх традиціях. Коріба вирішує залишити планетоїд.

### Епілог. Країна Нод
Коріба повертається до Кенії, де мешкає зі своїм сином Едваром Кіманте. Там старі способи погано поєднуються з сучасним міським життям. Коли він відвідує клонованого слона Ахмеда, якого мають убити за кілька днів, Коріба розуміє, що вони обоє — анахронізм і що їхні долі переплітаються. Він рятує слона, з яким рушає до гори Кіліманджаро, де він хоче закінчити свої дні.

## Теми
- соціальні зміни та культурні норми й традиції — вестернізація африканських племен;
- суспільна думка і мультикультуралізм,
- особиста цілісність проти суспільства, природа істини
- гендерні та вікові ролі
- сімейні стосунки, самотність.

## Нагороди
- 1989 рік — премія Г'юго за найкраще оповідання для «Кіриняги»;
- 1991 рік — премія Г'юго за найкраще оповідання для «Манамукі»;
- 1996 рік — премія Локус за найкращу повість «Коли старі боги вмирають».
- 2000 рік — премія Сейун для найкращого іноземного (перекладеного) роману.

## Продовження
У 2008 році Майк Резник випустив новелу «Кіліманджаро: казка про утопію», дія якої відбувається в тому ж всесвіті.